# Itinerario Cultural del Consejo de Europa

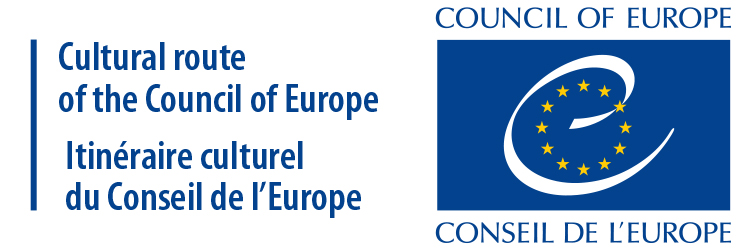

Itinerario Cultural del Consejo de Europa es un distintivo otorgado por el Consejo de Europa a aquellas rutas, recorridos y trayectos que aglutinen una serie de valores. Con los itinerarios culturales, el Consejo de Europa pretende ir más allá del simple lanzamiento de productos culturales o turísticos y apuesta por la protección de los valores culturales europeos, por fomentar nuevas formas de encuentros entre los jóvenes europeos, poner en valor patrimonios poco apreciados y desarrollar programas de cooperación. 
El programa se inició en 1987 con la declaración del Camino de Santiago como primer itinerario cultural, y en 1997 se creó el Instituto Europeo de Itinerarios Culturales, institución dedicada a acompañar a los promotores de los itinerarios ya elegidos, a ayudar a los que aportan nuevos proyectos a poner en práctica sus iniciativas y a difundir información acerca de este programa. 
Cuenta con una lista integrada por 45 itinerarios culturales europeos certificados, más de 1600 miembros, 61 países en cuatro continentes. Itinerarios tales como el itinerario Mozart (1990), los celtas (1990), las rutas de los vikingos (1992), las rutas de los fenicios (1994), el humanismo (1994), la Via Regia (2005), las rutas del olivo (2005), las rutas del emperador Carlos V (2015) y, más recientemente, la Vía Carlomagno (2018), entre otros.  
En 2019 recibieron el Premio Europeo Carlos V, con lo que su iniciativa prevaleció a las trayectorias personales premiadas hasta esta XIII edición del premio.

## Itinerarios en España
España es uno de los países donde más rutas concurren con 25 itinerarios. El Camino de Santiago fue el primero de todos los europeos en conseguir esta mención en 1987. Posteriormente, España aparece en las rutas vikingas (1993), del Legado Andalusí (1997), fenicias (2003), del hierro de los Pirineos (2003), de la herencia judía (2004), clunicienses (2005), del olivo (2005), de la Vía Regia (2005), Transrománica (2007), de la vid (2009), de abadías cistercienses (2010), de cementerios europeos (2010), del arte rupestre (2010), de ciudades con termas (2010), de la cultura megalítica (2013), de Art Nouveau (2014), del emperador Carlos V (2015), de Napoleón (2015), del impresionismo (2018), de Carlomagno (2018), de la herencia industrial (2019) de d'Artagnan (2021) y la ruta de Cafés históricos (2022).
El 7 de junio de 2010 el Consejo de Europa aprobó incluir como nuevo Itinerario Cultural “Caminos de Arte Rupestre Prehistórico de Europa”. Este itinerario que aúna el primer arte del continente ha sido reconocido por sus valores histórico-artísticos y por su atractivo turístico. Se trata del primer Itinerario Cultural del continente basado en destinos arqueológicos de la Prehistoria europea (hasta el momento, únicamente se habían aprobado itinerarios de temática histórica, religiosa y social), además de reconocer a las primeras expresiones artísticas desarrolladas por el Homo sapiens en cuevas, abrigos, afloramientos rocosos y estructuras megalíticas, como un referente de su pasado común. Este nuevo I.C.E. “Caminos de Arte Rupestre Prehistórico de Europa” agrupa a prácticamente todos los grandes destinos turísticos europeos basados en la Prehistoria y su arte parietal (incluyendo los enclaves declarados Patrimonio de la Humanidad por UNESCO, los cuales se concentran geográficamente en el Sudoeste de Europa (Francia y península ibérica) y en determinadas áreas de Irlanda, Escandinavia y el norte de Italia. En su conjunto ofrece hasta 100 grandes destinos arqueológicos y rupestres de gran interés científico, cultural, artístico y arqueológico, todos ellos abiertos al conocimiento y disfrute de la sociedad europea y mundial, destinos que actualmente suman más de un millón de visitantes por año. Su aprobación supone la creación de la primera gran red europea de enclaves rupestres, con valores culturales y turísticos de primer nivel, en la cual se desarrollarán actividades conjuntas de estudio científico, formación de expertos, conservación, difusión sociocultural y turismo sostenible. La sede de la organización de esta ruta está en Santander.
En 2002 se propuso el Camino de la Lengua Castellana y su Expansión por el Mediterráneo: las Rutas de los Sefardíes (2002). 
En 2006 España propuso la Ruta de Don Quijote. Esta ruta surge de la conmemoración del IV Centenario de la publicación de El Quijote en 2005. El Consejo de Europa valoró en la Ruta de Don Quijote su sostenibilidad, la gestión cultural del itinerario y su internacionalización, ya que se ha constituido una red europea de colaboración para dinamizar la ruta compuesta por las universidades de Mesina y Palermo, el Teatro Nacional de Rumanía y el Instituto Cervantes.

## Itinerarios culturales
A mediados de 2022, el programa contaba con 48 itinerarios culturales certificados, con temas muy variados que ilustran la memoria, la historia y el patrimonio europeo, y contribuyen a la interpretación de la diversidad de la Europa de hoy.
| Itinerario                                                                 | Creación | Países atravesados por el Itinerario |
| -------------------------------------------------------------------------- | -------- | --- |
| Camino de Santiago de Compostela                                           | 1987     | Alemania, Bélgica, España, Francia, Italia, Luxemburgo, Portugal, Suiza. |
| La Hansa                                                                   | 1991     | Alemania, Bélgica, Estonia, Rusa, Finlandia, Letonia, Lituania, Noruega, Países Bajos, Polonia, Reino Unido, Suecia. |
| Ruta de los Vikingos                                                       | 1993     | Alemania, Bielorrusia, Bélgica, Dinamarca, España, Estonia, Rusia, Finlandia, Francia, Grecia, Irlanda, Islandia, Letonia, Lituania, Noruega, Países Bajos, Polonia, Portugal, Reino Unido, Suecia, Turquía, Ucrania. |
| Vía Francígena                                                             | 1994     | Francia, Italia, Reino Unido, Suiza. |
| Rutas de El legado andalusí                                                | 1997     | España. |
| Ruta de los Fenicios                                                       | 2003     | Argelia, Chipre, Croacia, Egipto, España, Francia, Grecia, Italia, Líbano, Libia, Malta, Marruecos, Portugal, Reino Unido, Siria, Territorios Palestinos, Túnez, Turquía |
| Ruta del hierro en los Pirineos                                            | 2004     | Andorra, España, Francia |
| Caminos europeos de Mozart                                                 | 2002     | Alemania, Austria, Bélgica, Francia, Italia, Países Bajos, República Checa, Reino Unido, Eslovaquia, Suiza |
| Ruta europea del patrimonio judío                                          | 2004     | Bélgica, Bosnia-Herzegovina, Croacia, Dinamarca, España, Francia, Grecia, Hungría, Italia, Lituanie, Noruega, Países Bajos, Polonia, República Checa, Rumania, Reino Unido, Serbia, Eslovaquia, Eslovenia, Suecia, Suiza, Ucrania |
| Ruta de San Martín de Tours                                                | 2005     | Andorra, Austria, Bélgica, Bosnia-Herzegovina, Bulgaria, Chipre, Croacia, Dinamarca, España, Estonie, Finlandia, Francia, Grecia, Hungría, Irlande, Islande, Italia, Lettonie, Macedonia, Liechtenstein, Lituania, Luxemburgo, Malta, Moldova, Monaco, Montenegro, Noruega, Países Bajos, Polonia, Portugal, República Checa, Rumania, Reino Unido, Serbia, Eslovaquica, Eslovenia, Suecia, Suiza, Ucrania. |
| Sitios cluniacenses en Europa                                              | 2005     | Alemania, España, Francia, Italia, Reino Unido, Suiza. |
| Rutas del olivo                                                            | 2005     | Albania, Argelia, Croacia, Chipre, Egipto, Francia, Grecia, Italia, Jordania, Líbano, Libia, Marruecos, Portugal, Eslovenia, España, Siria, Túnez y Turquía. |
| Via Regia                                                                  | 2005     | Alemania, Bélgica, Bielorrusia, España, Francia, Lituania, Polonia, Ucrania. |
| Transromanica(Itinerarios románicos del patrimonio europeo)                | 2007     | Alemania, Austria, España, Francia, Italia, Portugal, Serbia. |
| Iter Vitis(Caminos de la viña)                                             | 2009     | Alemania, Armenia, Austria, Azerbaiyán, Croacia, España, Francia, Georgia, Grecia, Hungría, Italia, Macedonia, Malta, Moldavia, Portugal, Rumania, Eslovenia. |
| Ruta europea de las abadías cistercienses                                  | 2010     | Alemania, Bélgica, Dinamarca, España, Francia, Italia, Polonia, Portugal, República Checa, Suecia, Suiza. |
| Ruta europea de los cementerios                                            | 2010     | Austria, Croacia, España, Estonia, Francia, Alemania, Grecia, Italia, Noruega, Polonia, Portugal, Reino Unido, Rusia, Serbia, Eslovenia, Suecia. |
| Caminos del arte rupestre prehistórico                                     | 2010     | España, Francia, Irlanda, Italia, Noruega, Portugal. |
| Ruta europea de las ciudades termales históricas                           | 2010     | Alemania, Bélgica, Croacia, Francia, España, Hungría, Italia, República Checa, Roumania, Reino Unido. |
| Ruta de los caminos de San Olav                                            | 2010     | Dinamarca, Noruega, Suecia. |
| Ruta europeo de la cerámica                                                | 2012     | Alemania, España, Francia, Italia, Países Bajos, Portugal, Reino Unido, Turquía. |
| Ruta europea de la cultura megalítica                                      | 2013     | Dinamarca, Alemania, Países Bajos, Suecia, Reino Unido, España y Portugal. |
| ATRIUM(Sobre arquitectura de regímenes totalitarios del siglo XX)          | 2014     | Italia, Bosnia-Herzegovina, Bulgaria, Croacia, Grecia, Rumania. |
| Réseau Art Nouveau Network                                                 | 2014     | Austria, Bélgica, Eslovenia, España, Finlandia, Francia, Italia, Lituania, Noruega, Reino Unido. |
| Via Habsburgo(Europa bajo un nuevo día sobre las trazas de los Habsburgos) | 2014     | Alemania, Austria, Francia, Suiza. |
| Ruta de los emperadores romanos y del vino del Danubio                     | 2015     | Bulgaria, Croacia, Rumania, Serbia. |
| Rutas europeas del emperador Carlos V                                      | 2015     | Alemania, Francia, Luxemburgo. |
| Destino Napoleón                                                           | 2015     | Alemania, Bielorrusia, Bélgica, Croacia, España, Francia, Grecia, Italia, Polonia, Portugal, República Checa, Reino Unido, Rusia. |
| Tras los pasos de Robert Louis Stevenson                                   | 2015     | Bélgica, Francia, Reino Unido. |
| Ciudades fortificadas de la Grande Région                                  | 2016     | Alemania, Francia, Luxemburgo. |
| Rutas de los Impresionismos                                                | 2018     | Alemania, Croacia, Eslovenia, España, Francia, Italia, Países Bajos. |
| Vía Carlomagno                                                             | 2018     | Alemania, Bélgica, España, Francia, Italia, Irlanda, Luxemburgo y Suiza. |
| Ruta europea del patrimonio industrial                                     | 2019     | Alemania, Austria, Bélgica, Bulgaria, Croacia, Dinamarca, España, Finlandia, Francia, Grecia, Hungría, Irlanda, Italia, Letonia, Luxemburgo, Noruega, Países Bajos, Polonia, Portugal, Reino Unido, República Checa, Serbia, Suecia, Suiza, Turquía, Ucrania. |
| Ruta del Telón de Acero                                                    | 2019     | Alemania, Austria, Bélgica, Bulgaria, Croacia, Chequia, Eslovaquia, Eslovenia, Estonia, Finlandia, Grecia, Hungría, Letonia, Lituania, Macedonia, Noruega, Polonia, Rumanía, Rusia, Serbia, Turquía. |
| Destinos Le Corbusier: Paseos arquitectónicos                              | 2019     | Alemania, Argentina, Bélgica, Francia, Japón, Suiza. |
| Ruta de la Liberación de Europa                                            | 2019     | Alemania, Bélgica, Canadá, República Checa, Estados Unidos de América, Francia, Italia, Luxemburgo, Países Bajos, Polonia, Reino Unido. |
| Rutas de la Reforma                                                        | 2019     | Austria, República Checa, Alemania, Hungría, Italia, Polonia, Eslovenia, Suiza. |
| Itinerario europeo de los Jardines Históricos                              | 2020     | Alemania, España, Georgia, Italia, Polonia, Portugal. |
| Via Romea Germánica                                                        | 2020     | Alemania, Austria, Italia. |
| Ruta de Eneas                                                              | 2021     | Albania, Francia, Grecia, Italia, Reino Unido, Túnez, Turquía. |
| Ruta de Alvar Aalto (Arquitectura y diseño del siglo XX)                   | 2021     | Alemania, Dinamarca, Estonia, Finlandia, Francia. |
| Ruta de Cirilo y Metodio                                                   | 2021     | Bulgaria, República Checa, Grecia, Hungría, Eslovaquia, Eslovenia, Italia, Croacia. |
| Ruta europea de d'Artagnan                                                 | 2021     | Alemania, Bélgica, España, Francia, Italia, Países Bajos. |
| Ruta del Danubio en la Edad del Hierro                                     | 2021     | Alemania, Austria, Bosnia y Herzegovina, Croacia, Eslovenia, Hungría. |
| Ruta Cafés históricos                                                      | 2022     | Austria, Bélgica, República Checa, Dinamarca, Eslovaquia, España, Francia, Grecia, Hungría, Italia, Malta, Portugal, Rumania, Suiza, Turquía. |
| Ruta de los cuentos de hadas                                               | 2022     | Alemania, Croacia, Chipre, Grecia, Italia, Irlanda, Lituania, Suiza. |
| Ruta de las escritoras                                                     | 2022     | Bulgaria, Croacia, Montenegro, Polonia, Serbia, Eslovenia. |

| Itinerario                        | Creación | Países atravesados por el Itinerario              |
| --------------------------------- | -------- | ------------------------------------------------- |
| Camino de la lengua castellana    | -        | Propuesto en 2002 por España, aún no distinguido  |
| Ruta del hierro en Europa central | -        | Propuesto en 2007, aún no distinguido             |
| Ruta de Don Quijote               | -        | Propuesto en 2007 por España, aún no distinguido  |
| Caminos de saint Michel           | -        | Propuesto en 2002 por Francia, aún no distinguido |